# Intreccio (artigianato)
L'intreccio è una tecnica artigianale impiegata per la costruzione di cesti.
La differenza tra i diversi tipi di intrecci dipende sia dal materiale, sia dalla forma e dalla solidità che si voglia dare all'oggetto intrecciato. Inoltre, le tradizioni, influenziate tra gli altri dal clima, dalla geografia e dalla flora locale, definiscono le specificità degli oggetti intrecciati.
Nel caso specifico della realizzazione dei cesti, le tecniche d'intreccio sono correlate anche alle parti del cesto stesso.
Alcune tecniche impiegate per la realizzazione di cesti con rami (salice, olmo, olivo):
- per il fondo del cesto:
  - base rotonda a incrocio;
  - base ovale a incrocio;
  - base quadrata su telaio o base rettangolare su telaio;
- per le pareti del cesto:
  - intreccio corale o seriale;
  - intreccio a tre tessitori;
  - intreccio a tessitore perso;
- per la chiusura del cesto:
  - torce (a tre o quattro tessitori);
  - cordoni;
  - base quadrata su telaio o base rettangolare su telaio.

Alcune tecniche impiegate per la realizzazione di cesti con fibre molli: (stramma, typha, falasca, carice):
- per tutto il cesto:
  - tecnica a spirale.
  - trecce.
  - fasce intrecciate.

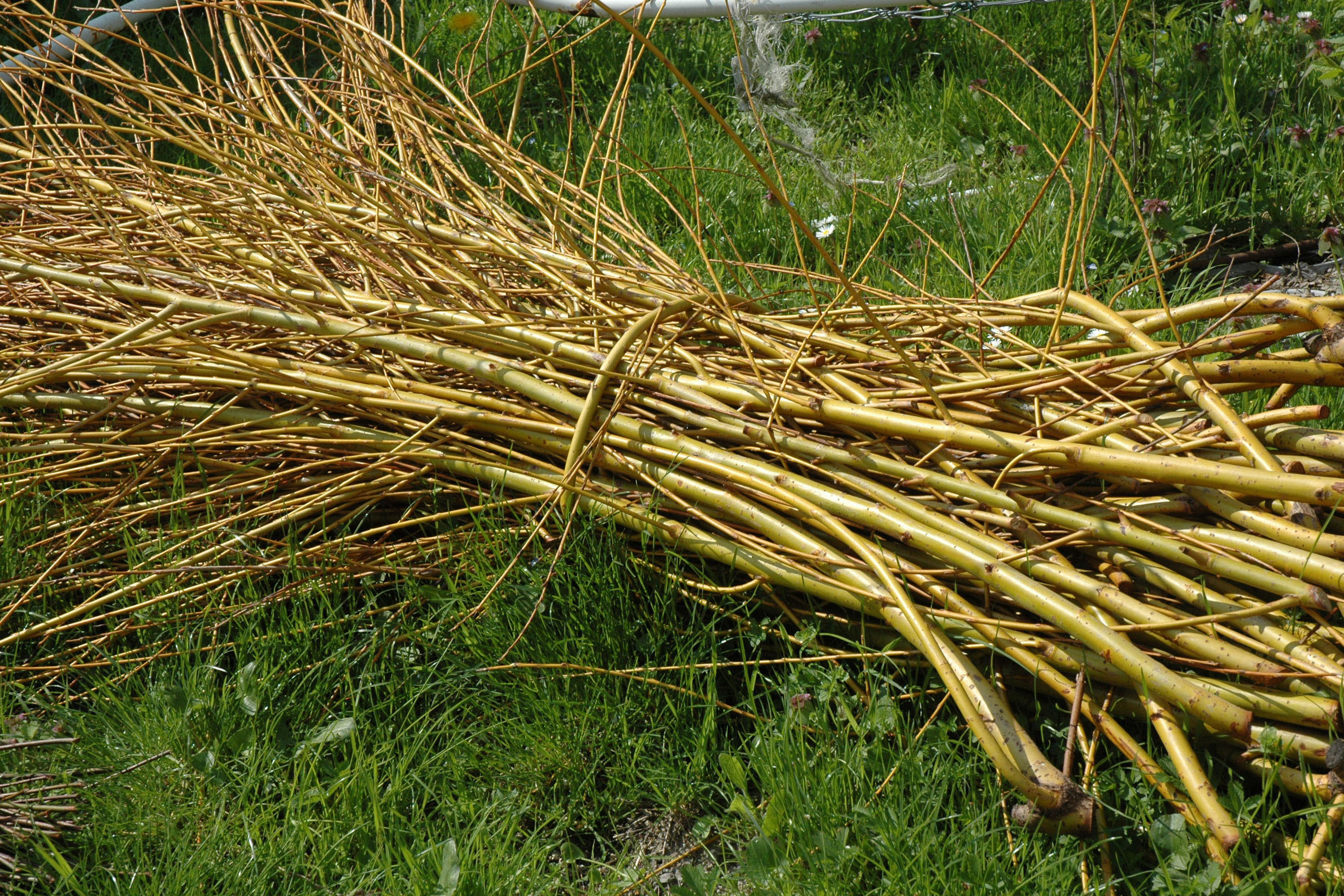
La raccolta del materiale vegetale
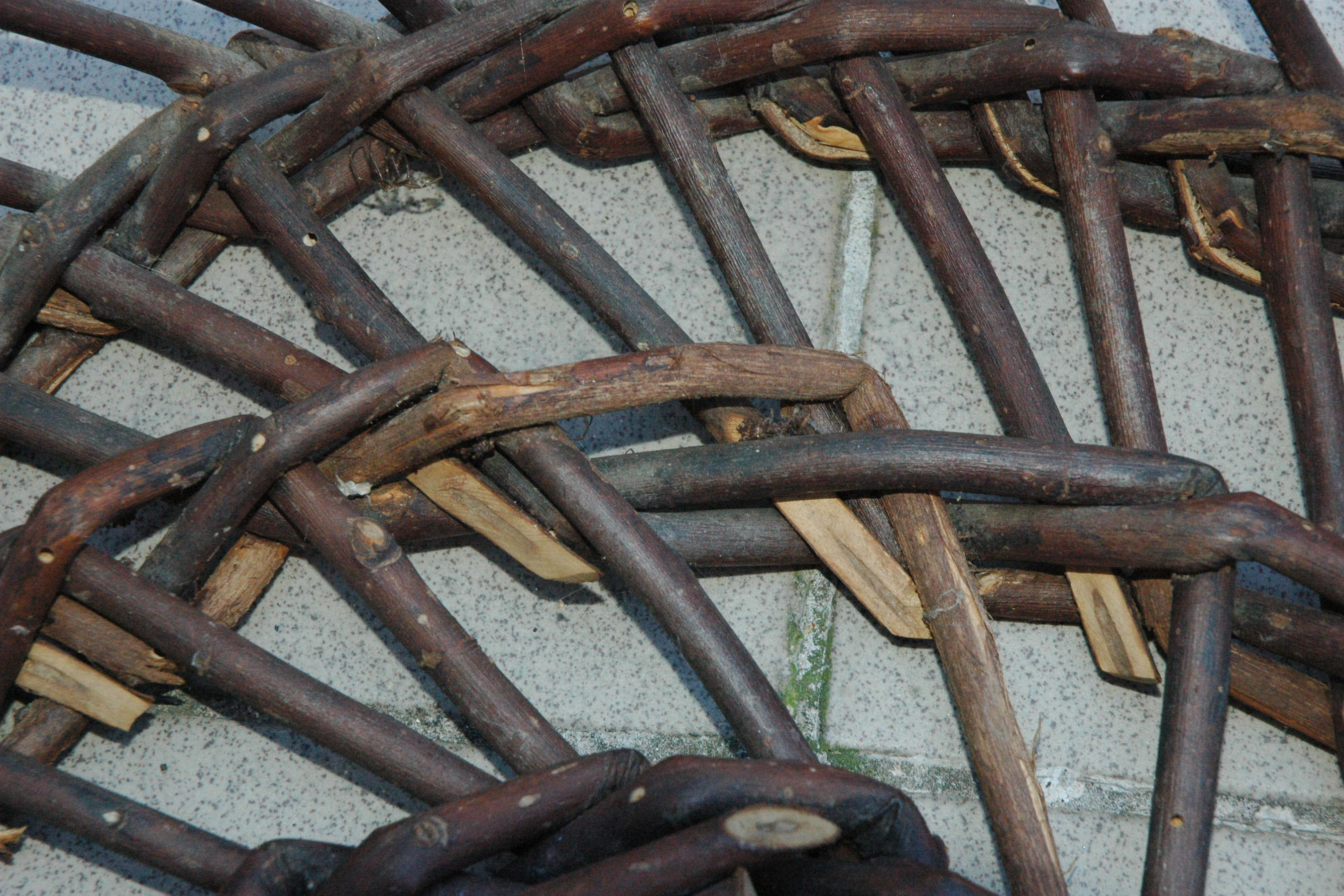
Ripetizione sequenziale di un gesto tecnico
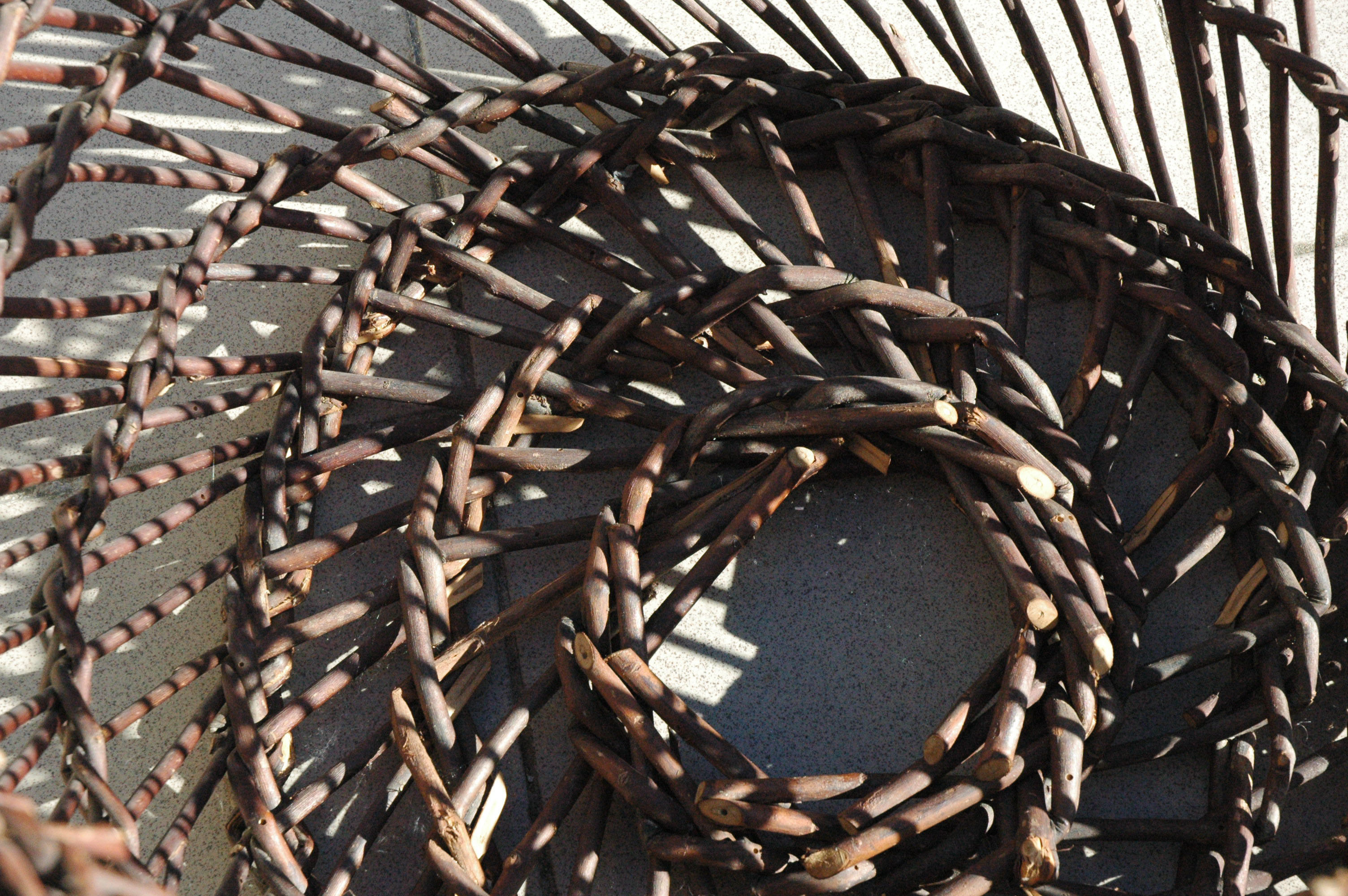
Generazione della spirale per l’inclinazione dei giunchi
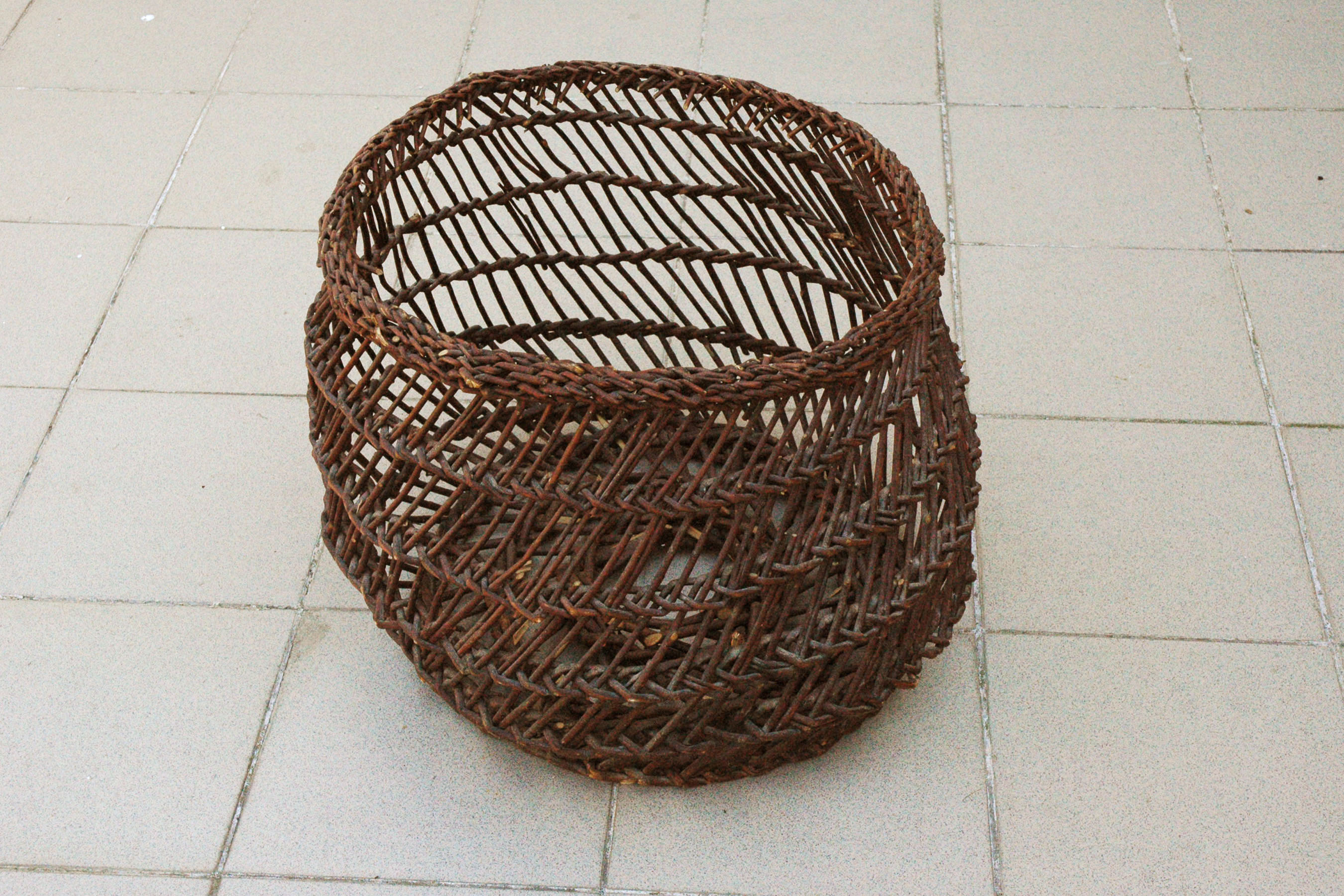
Una forma non progettata ma generata
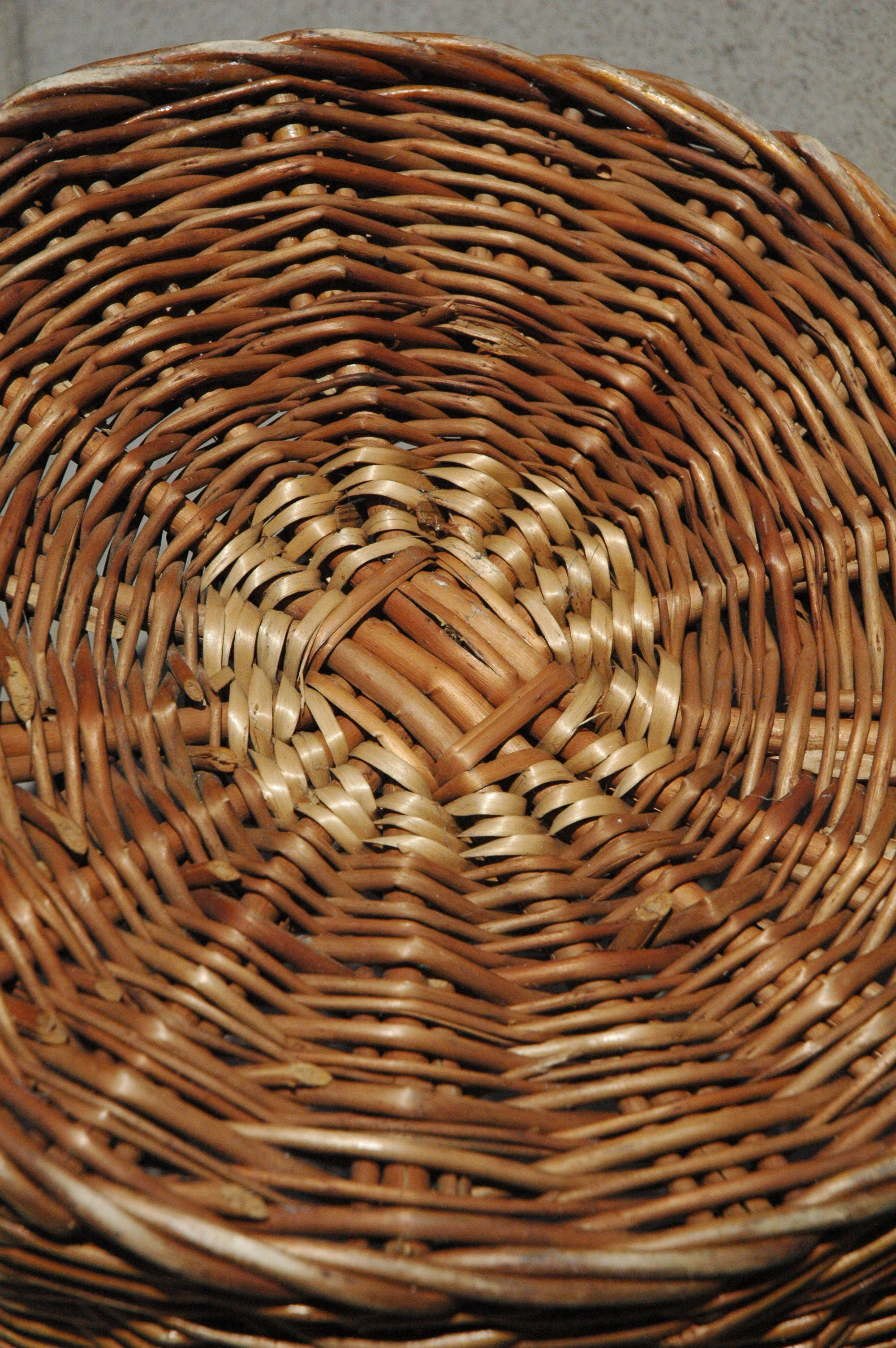
La tessitura di giunchi più comune